# Xavier Villaurrutia

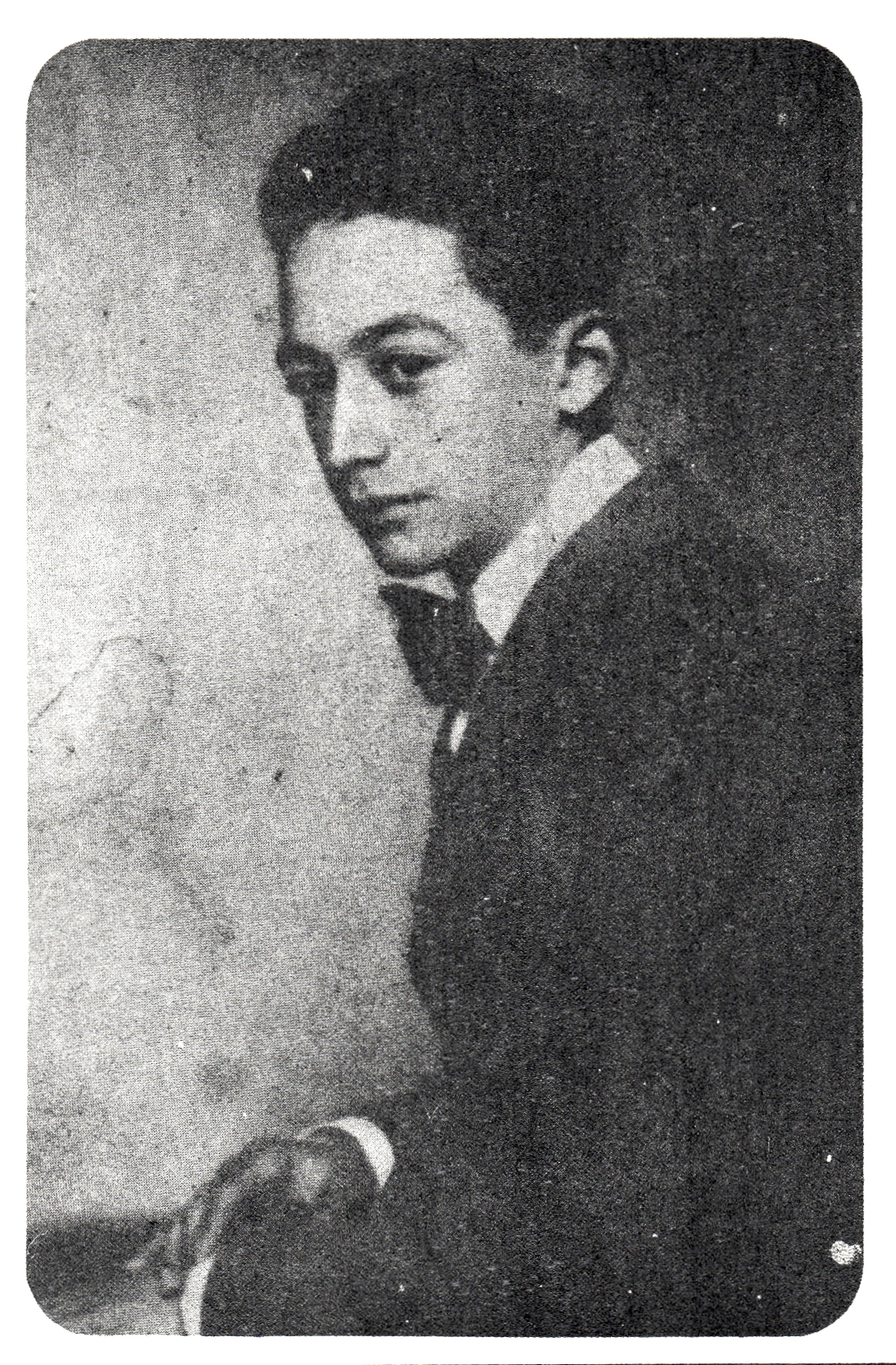
Xavier Villaurrutia

Xavier Villaurrutia (* 27. März 1903 in Mexiko-Stadt; † 25. Dezember 1950) war ein mexikanischer Schriftsteller, Dichter und Dramatiker. Er gehörte zur Dichtergruppe der Contemporáneos.

## Leben
Xavier Villaurrutia wurde in Mexiko-Stadt am 27. März 1903 in einer bürgerlichen Familie geboren, die eine besondere Neigung zur französischen Kultur pflegte, eine Vorliebe, die seine Erziehung, seine literarischen Interessen und sein eigenes Werk prägte.
Zu frühen literarischen Einflüssen und Vorbildern zählten Ramón López Velarde und Juan Ramón Jiménez. Auch christlicher Spiritualität und Mystik gegenüber war der junge Xavier Villaurrutia aufgeschlossen: In seiner – verworfenen, und daher erst posthum veröffentlichten – frühen Lyrik spielen neben den romantischen auch religiöse Motive eine Rolle.
Bereits an der Escuela Nacional Preparatoria, an der Villaurrutia im Jahr 1920 seinen Bakkalaureatsabschluss erwarb, entwickelten sich enge Freundschaften zu Jaime Torres Bodet (1902–1974) und Salvador Novo (1904–1974). Mit ersterem gründet Villaurrutia 1924 die Literaturzeitschrift „La falange“, mit letzterem 1927 die Literaturzeitschrift „Ulises“.
Im Jahr 1920 nahm Villaurrutia an der Escuela de Jurisprudencia ein Jura-Studium auf, das er jedoch vorzeitig abbrach, um sich ganz der Literatur zu widmen. Unterstützung erhielt er dabei von einer Reihe von Mentoren, mit denen er als junger Homosexueller über ein homophiles Netzwerk bekannt gemacht wurde. Dieses Netzwerk, dem im revolutionären Mexiko eine Reihe von teils hochrangigen Persönlichkeiten angehörte, prägte das kulturelle Leben insbesondere in Mexiko-Stadt über die gesamte weitere Lebensspanne Villaurrutias entscheidend mit. Villaurrutia profitierte von der Zugehörigkeit unter anderem durch kleine Beamtenstellen im Gesundheits- und im Erziehungsministerium, die ihm ein geregeltes Einkommen sicherten, war jedoch auch Anfeindungen ausgesetzt.
Kurz nach ihrer Gründung wurde Villaurrutia 1928 in die Künstlervereinigung Los Contemporáneos aufgenommen und arbeitete bis 1931 an der gleichnamigen Literaturzeitschrift des Kollektivs mit. Von den Mitbegründern des Kollektivs hatten unter anderem Jorge Cuesta (1903–1942), José Gorostiza (1901–1973) und Carlos Pellicer (1897–1977) schon seit den frühen Zwanzigerjahren zum engsten Freundeskreis Villaurrutias gezählt.
Eigene Werke publizierte Villaurrutia vorerst mit Zurückhaltung. In Lyrikanthologien und Zeitschriften ließ er ab 1920 einzelne Gedichte abdrucken, sein Debütband Reflejos erschien jedoch erst 1927. In den 1930er und 40er-Jahren gab er wiederholt Einzelgedichte als bibliophile „Plaquetten“ in kleinen und kleinsten Auflagen in Druck (u. a. „Nocturno de los ángeles“, „Nocturno rosa“, „Décima muerte“). Diese Ausgaben waren offenbar mehr für einen Kreis von „eingeweihten“ Freunden und Gönnern bestimmt als für die literarische Öffentlichkeit. 1928 veröffentlichte er sein einziges Prosawerk, die Novela Dama de corazones (Ediciones Ulises). 1933 erfolgte, noch in kleiner Auflage, die Veröffentlichung der ersten Nocturnos.
Mit dem zehn Jahre jüngeren späteren Nobelpreisträger Octavio Paz verband Villaurrutia ab 1931 ein kollegial-freundschaftliches, aber letztlich distanziertes Verhältnis, die Beziehung war in den 1940ern von Konflikten überschattet. Paz veröffentlichte in den 1970er Jahren einen ausführlichen Essay über Villaurrutia, der jedoch sowohl im biografischen, als auch im werkanalytischen Teil Villaurrutias Homosexualität und ihre Implikationen – möglicherweise in wohlmeinender Diskretion – weitgehend ausblendete und dadurch nur eingeschränkte Aussagekraft besitzt.
Villaurrutia gründete und leitete in Mexiko-Stadt mehrere, teils experimentell ausgerichtete Theatergruppen. In den Jahren 1935 und 1936 hielt er sich in den USA auf, studierte als Rockefeller-Stipendiat an der Yale University Drama School und bereiste auch die Westküste. In Los Angeles entstand eines seiner bekanntesten Gedichte, das „Nocturno de los ángeles“, das er dem Produzenten und Drehbuchautor Agustín J. Fink widmete. Fink hatte Villaurrutia dazu ermutigt, sich auch als Drehbuchautor zu versuchen, der Dichter verfasste daraufhin 1936 das Drehbuch zum Film Vámonos con Pancho Villa von Fernando de Fuentes, der einer der erfolgreichsten Filme der lateinamerikanischen Filmgeschichte wurde.
In den USA erreichte Villaurrutia auch die Nachricht von der Ermordung Federico Garcia Lorcas, mit dem er in brieflichem Kontakt gestanden hatte. Umfangreicher ist der ab den 1960er Jahren nach und nach publizierte Briefverkehr mit Mitgliedern des Contemporáneos-Kollektivs, allen voran mit Salvador Novo und José Gorostiza. In ihm kommt zur Sprache, wie sehr auch Villaurrutias Entfaltungsmöglichkeiten durch die in der mexikanischen Gesellschaft prävalente Homophobie beschnitten waren. Der an Depressionen und Schlaflosigkeit leidende Dichter erwog deshalb zeitweilig die Auswanderung in die USA. Von einer langjährigen Liebesbeziehung mit dem Maler Agustín Lazo Adalid scheinen nur wenige Eingeweihte Kenntnis gehabt zu haben.
1938 schließlich veröffentlichte der argentinische Verlag Sur die erste Ausgabe von Nostalgia de la muerte, in der der größte Teil der Gedichte zusammengetragen wurde, die Villaurrutia in den zehn Jahren zuvor abgefasst hatte. In der erweiterten Neuauflage von 1946 stellt dieser Band gewissermaßen ein Substrat des reifen Villaurrutiaschen Œuvres dar.
Als Dramatiker veröffentlichte Villaurrutia in den 1930er und 1940er Jahren zahlreiche Stücke, darunter "Parece mentira."(1933), "La hiedra" und "La mujer legítima" (beide 1942), sowie "Invitacion a la muerte"(1947). Ab 1946 unterrichtete er an der Nationalen Theaterschule Mexikos. Die Uraufführungen der beiden Stücke "Tragedia de las equivaciones" und "Juego Peligroso" erfolgten im Todesjahr 1950 noch zu Lebzeiten des Dichters. Der Konflikt zwischen den Erwartungen des familiären Umfelds und der Mehrheitsgesellschaft einerseits, und den eigenen, mit diesen Erwartungen unvereinbaren obsessiven Leidenschaften andererseits, der für sein eigenes Leben bis zuletzt bestimmend blieb, spielte auch in seinen Theaterstücken in verschiedenen Variationen eine wiederkehrende Rolle.
Am 25. Dezember 1950 starb Villaurrutia, nach Angaben der Familie an einem Herzinfarkt. Wenige Tage später sprach man von Selbstmord. Die Tatsachen sind bis heute nicht geklärt.

## Werk

### Dichterisches Werk
Xavier Villaurrutia hinterließ ein schmales, aber komprimiertes dichterisches Werk, das – vom erst posthum veröffentlichten Jugendwerk abgesehen – in seiner Gesamtheit zu Lebzeiten des Dichters publiziert wurde. „Ich bin in erster Linie Dichter und werde es auch weiterhin bleiben“, äußerte er in einem Interview mit José Luis Martínez.
Als Herzstück des dichterischen Werks gelten die Nocturnos. Die ersten zehn dieser ab 1929 entstandenen Nachtstücke wurden bereits 1933 in kleiner Auflage erstveröffentlicht. Die Betitelung von Gedichten als „Nocturno“ geht möglicherweise auf Villaurrutias editorische Beschäftigung mit dem Werk der Sor Juana Inés de la Cruz (1649–1695) zurück.
In dem 1938 in Buenos Aires bei Sur verlegten Band Nostalgia de la muerte, der Villaurrutias Ruf als Dichter des Nächtlichen begründete, wird dieser Nukleus der frühen Nocturnos um acht zwischen 1933 und 1937 verfasste Nachtstücke erweitert, die einen zweiten Abschnitt des Bandes bilden. Es sind diese Otros Nocturnos, namentlich die längeren, komplexer aufgebauten „Nocturno de los ángeles“, „Nocturno rosa“ und „Nocturno mar“, in denen Villaurrutias Dichtung zur vollen Reife gelangt.
1946 ließ der Dichter die beiden Gruppen der Nokturnen in einer – wohl als endgültige Fassung konzipierten – Neuauflage von Nostalgia de la muerte um einen dritten, Nostalgias überschriebenen Teil ergänzen. Dieser besteht aus sieben Poemen ähnlicher Tonalität und Thematik, die bereits 1941 in kleiner Auflage erstveröffentlicht worden waren. Die Nostalgias kulminieren in der abschließenden „Décima muerte“, einer dem Mentor Ricardo de Alcázar gewidmeten Dezime, in welcher der Tod – das im Spanischen weibliche „muerte“ – personifiziert und „obsessiv beschworen“ wird.
1948 erschien mit Canto a la primavera y otros poemas (dt. „Gesang auf den Frühling“) ein schmaler Band von Einzelgedichten unterschiedlicher Form, darunter Sonette, Dezimen, Epigramme, Epitaphe und ein Madrigal. Es handelte sich um die letzte Publikation zu Lebzeiten des Dichters, der zwei Jahre später unter nicht vollständig geklärten Umständen aus dem Leben schied.

### Rezeption und Deutung des dichterischen Werks
Octavio Paz erkannte, dass Villaurrutia bereits in seinen Jugendgedichten ein feines Gespür für den Rhythmus der Sprache zeigte, ebenso wie sein Talent, Bilder zu schaffen, die zerbrechlich feine Beziehungen zwischen den Sinneseindrücken des Auges und des Gehörs offenbaren. Das Interesse, das diesen Werken heute entgegengebracht wird, nährt sich also von der Neugier um die Anfänge eines späteren Meisters. So ist bereits in den Jugendwerken die Suche nach ausgefallenen Bildern und Metaphern erkennbar.
Die reife Dichtung Villaurrutias, wie sie sich in den Otros Nocturnos (1938) und in den Nostalgias des Bandes Nostalgia de la muerte (1946) präsentiert, gilt als gewagter, direkter, weniger verschlüsselt als alles zuvor Veröffentlichte. Nicht erst die Personifizierung des Todes als eine unerreichbare Geliebte in der „Décima muerte“ – die homosexuelle Orientierung des Dichters tritt hier nur scheinbar in den Hintergrund – legt eine Deutung der titelgebenden „Sehnsucht nach dem Tod“ als ein „amouröses Sehnen“ nahe.
Wie Octavio Paz in seinem Essay Xavier Villaurrutia en persona y en obra ausführt, lebt der gesamte Werkkomplex der Nocturnos und Nostalgias von der engen Nachbarschaft der Assoziationsfelder von „Tod“ und „Schlaf“ und ihrer Verquickung mit dem Bereich des Erotischen. In Villaurrutias Dichtung der Einsamkeit und der Schlaflosigkeit, so Paz weiter, werde jedoch primär die Unerfüllbarkeit des erotischen Sehnens thematisiert: Die erotische Obsession erscheint als eine „Leidenschaft, deren sichtbarste Merkmale der Zorn sind, die Dürre, die Impotenz, die Sprödigkeit“.
In dieser pessimistischen Deutung des Villaurrutiaschen Œuvres als Dichtung eines „unfruchtbaren Liebens“ artikuliert sich freilich auch Paz‘ Distanzierung vom „anti-sozialen“ Ästhetizismus und Skeptizismus des Contemporáneos-Kollektivs. Einer solchen Deutung wäre nicht zuletzt die außergewöhnliche sprachliche Schönheit und hypnotische Eindringlichkeit dieser Dichtung entgegenzuhalten.
Für Héctor Domínguez-Ruvalcaba bildet Xavier Villaurrutias Leiden an der Unvereinbarkeit seiner Homosexualität mit dem Leben in der „kulturell rückschrittlichen“ post-revolutionären mexikanischen Gesellschaft, vor allem aber mit seinem christlichen Glauben – der Dichter entstammte einem tief spirituellen Umfeld und war praktizierender Katholik – den Schlüssel zu jeder tieferen Einsicht in sein dichterisches Werk. Einzig seine Dichtung als eine Wanderung auf dem schmalen Grat zwischen Ver- und Entbergung habe dem in zunehmender Isolation lebenden Dichter einen gesellschaftlich akzeptierten Weg geboten, von seinem „schuldbehafteten“ Verlangen zu sprechen. Sowohl in der Rede von diesem Verlangen (span. „deseo“) als einer Wunde (span. „herida“), als auch im in den „Nocturnos“ und „Nostalgias“ ohne Unterlass geäußerten Wunsch nach Rückzug, einerseits in die verlassenen Räume des Nächtlichen, andererseits – ultimativ – in den Raum des Todes, sieht Domínguez-Ruvalcaba Indizien, die neben einer solchen Deutung auch die These vom Freitod des Dichters am Weihnachtsabend des Jahres 1950 zu stützen vermögen.

### Zu Lebzeiten publizierte poetische Werke
- Reflejos (1926)
- Nocturnos (1933)
- Nostalgia de la muerte (1938, erweiterte Neuauflage 1946)
- Décima muerte (1941)
- Canto a la primavera y otros poemas (1948)

### Poetisches Werk in deutscher Übersetzung
Das gesamte Poetische Werk ist in dem Band Sehnsucht nach dem Tod – Nostalgia de la muerte, übersetzt von Curt Meyer-Clason, herausgegeben von Alberto Pérez-Amador Adam, Aachen 2007 zweisprachig gesammelt, ISBN 978-3-89086-651-2
Alternative Übersetzungen einiger Gedichte finden sich in der 1978 erschienenen Anthologie „Avantgarde und Revolution. Mexikanische Lyrik von López Velarde bis Octavio Paz.“

### Dramatische Werke
Die dramatischen Werke sind unter anderen:
- Autos profanos (1943)
- Invitación a la muerte (1944)
- La mulata de Córdoba (1948)
- Tragedia de las equivocaciones (1951)